# 超級瑪利歐兄弟電影版
是一部2023年美日合製電腦動畫冒險電影，由照明娛樂和任天堂共同製作、環球影業發行。該片改編自任天堂的《瑪利歐》遊戲系列，由亞倫·霍爾維斯和麥可·傑勒尼克共同執導，馬修·福格爾編劇。主要配音員包括克里斯·普瑞特、安雅·泰勒-喬伊、查理·戴、傑克·布萊克、基根-麥可·奇、塞斯·羅根、弗雷德·阿米森、凱文·麥可·理查森和賽巴斯汀·曼尼斯卡爾科。故事講述創業不順遂的马力欧和路易吉，意外被捲入蘑菇王国與庫巴掌控的“暗黑之国”的鬥爭，為了幫助蘑菇王国阻止庫巴的侵略行動而展開冒險旅程。
《超級瑪利歐兄弟電影版》由環球影業定於2023年4月5日美國上映。媒體與影評界對本片的評價褒貶不一，主要稱讚視覺動畫、動作場面、忠實呈現遊戲元素、布萊克的配音演出表現，但批評角色刻畫層次單薄、普瑞特和戴的配音表現、劇情設計、偏向粉絲服務的內容，與觀眾的積極反應有所區別。電影的全球票房突破13億美元，成為影史最賣座電子遊戲改編電影，并一度成为2023年全球票房冠軍，直至9月被《Barbie芭比》超越。本片入圍第96屆奧斯卡金像獎最佳動畫片角逐名單。續集《超級瑪利歐兄弟電影版2》預定2026年4月3日於美國上映。

## 剧情
故事從庫巴從企鵝王國奪取无敌星開始，隨後畫面切換到马力欧和路易吉在纽约市布鲁克林区创业，开办了一家管道疏通公司，但是反响不佳。兄弟二人不但遭到父亲的反对，还被前雇主司派克嘲讽。兄弟二人在听闻纽约市出现大规模地下水管爆裂事故后主动前去维修，在地底发现了神秘綠色水管并被吸入，二人在穿越的过程中分离。马力欧被传送到蘑菇王国，而路易吉則被传送到由庫巴掌控的“暗黑之国”并被俘虏。庫巴正在盘算向蘑菇王国的管理者碧姬公主求婚，如果对方不从，就利用自己掠夺来的无敌星把蘑菇王国毁灭。来到蘑菇王国的马力欧在奇诺比奥的带领下觐见碧姬公主，公主此时正在准备前往森林王国向庫朗奇剛请求兵援。马力欧几乎通过了公主的能力测验，顺利与公主和奇诺比奥一同随行。
在森林王国，库朗奇刚同意如果马力欧能击败他的儿子咚奇剛就派兵援助。在竞技场上，马力欧起初处于劣势，但是他在获得了超级铃铛变身成猫咪马力欧后反败为胜。获得了金刚军团援助的马力欧一行人抄近道经由彩虹之路驾车赶回蘑菇王国，中途被因為感觉自己要被马力欧横刀夺爱而恼羞成怒的庫巴率领的军团伏击。金刚军团全军覆没被俘虏，马力欧和咚奇剛被蓝龟壳砸下赛道，只有碧姬公主和奇诺比奥兩人侥幸逃回蘑菇王国。
碧姬公主安排臣民疏散避难，在庫巴的威胁下同意婚事。在婚礼上，奇诺比奥在花束中藏了一朵冰之花，庫巴打算把所有俘虏丢入岩浆中献祭，碧姬公主趁机翻脸利用冰之花把庫巴冻住，救出了俘虏。与此同时，马力欧和咚奇剛也乘坐咚奇剛的火箭滚筒来到了婚礼现场。庫巴挣脱冰冻，发射一颗大炮弹刺客企图摧毁蘑菇王国，马力欧则变身成尾巴马力欧吸引炮弹刺客，将它引入来到蘑菇王国时的管道。炮弹刺客在管道中爆炸，导致整个蘑菇王国包括马力欧和庫巴等人全部被传送到了布鲁克林。
马力欧和路易吉利用庫巴的无敌星变身无敌，轻松击败了庫巴的军团、打倒了庫巴。作为惩罚，碧姬公主把迷你蘑菇喂给庫巴，然后奇諾比奧将体型缩小后的庫巴关进了玻璃瓶当中。拯救了布鲁克林的兄弟二人得到了布鲁克林居民的赞赏，也得到了雙親和前雇主的肯定。在电影的最后，兄弟二人定居蘑菇王国，而保持縮小的庫巴在小牢籠裡彈琴獻給碧姬公主。片尾彩蛋中，一顆有著綠色波點的神秘巨蛋突然出現一道裂縫，蛋裡傳來一聲耀西的叫聲。

## 配音員
| 角色     | 英语                  | 日语     | 中国普通話 | 香港粤语 | 台灣國語 |
| -------- | --------------------- | -------- | ---------- | -------- | -------- |
| 瑪利歐   | 克里斯·普瑞特         | 宮野真守 | 赵毅       | 泰臣     | 張騰     |
| 路易吉   | 查理·戴               | 畠中祐   | 陈子平     | 麥沛東   | 張敦喻   |
| 碧姬公主 | 安雅·泰勒-喬伊        | 志田有彩 | 季冠霖     | 鍾雪瑩   | 陳貞伃   |
| 庫巴     | 傑克·布萊克           | 三宅健太 | 张遥函     | 葉振聲   | 夏治世   |
| 奇諾比奧 | 基根-麥可·奇          | 關智一   | 杨天翔     | 陳振聲   | 郭霖     |
| 咚奇剛   | 塞斯·羅根             | 武田幸史 | 苗壮       | 周倚天   | 陳思賢   |
| 庫朗奇剛 | 弗雷德·阿米森         | 楠見尚己 | 杨默       | 李忠強   | 孫中台   |
| 卡美克   | 凱文·麥可·理查森      | 浦山迅   | 赵铭洲     | 高翰文   | 陳進益   |
| 司派克   | 賽巴斯汀·曼尼斯卡爾科 | 間宮康弘 | 陈喆       | 袁德基   | 孫誠     |

长期为游戏中的瑪利歐配音的查爾斯·馬爾蒂內客串聲演瑪利歐兄弟的父親以及紐約市民朱塞佩。

## 製作
2014年12月，根據一封未經證實的電子郵件洩露，索尼影視娛樂和任天堂已經達成協議，將會製作一部改編自遊戲《瑪利歐系列》的動畫電影。2017年11月，據《華爾街日報》報導，任天堂將會與環球影業和照明娛樂合作製作一部《瑪利歐》動畫電影。然而，在2018年1月，任天堂的時任社長君島達己表示尚未正式敲定交易，但表示如果確定製作，該片可能會在2020年上映。1月底，任天堂宣布該片將由宮本茂和克里斯·梅勒丹德利共同製作。
2019年2月，任天堂的社長古川俊太郎透露，該片的開發工作已經開始進行。2021年8月，賽巴斯汀·曼尼斯卡爾科宣佈他將聲演遊戲《拆屋工》中的角色司派克（Foreman Spike）。同年9月，宮本茂在任天堂直面會上宣佈克里斯·普瑞特、安雅·泰勒-喬伊、查理·戴、傑克·布萊克、基根-麥可·奇、塞斯·羅根、弗雷德·阿米森、凱文·麥可·理查森和曼尼斯卡爾科加入配音陣容，而瑪利歐的原配音員查爾斯·馬爾蒂內亦將客串聲演電影中的角色。該片由亞倫·霍爾維斯和麥可·傑勒尼克共同執導，馬修·福格爾（Matthew Fogel）編劇。

## 音樂
2023年7月12日，電玩音樂製作發行公司iam8bit宣佈《超級瑪利歐兄弟電影版》日文版原聲CD和黑胶唱片預購開跑。CD和LP中有36首曲目，包括布萊恩·泰勒向電玩音樂致敬的管弦樂創作，以及由飾演大魔王庫巴的傑克·布萊克所演唱的〈碧姬公主之歌〉（Peaches）。CD於2023年8月23日發行，LP則於9月13日發行。

## 發行
《超級瑪利歐兄弟電影版》最初由環球影業預定2022年12月21日美國上映。2022年4月，宣佈電影延期至2023年4月7日美國上映。2023年2月，宣布電影提前兩天上映。

### 家用媒體
在美國地區，該片於 2023年8月3日在Peacock串流服務上架，但作為與Netflix簽訂的18個月協議的一部分，該片自12月3日開始10個月轉為在Netflix上播放，預計於2024年10月再返回Peacock服務。
在台灣，該片於2024年1躍上架於HBO GO串流服務。

## 反響

### 票房
《超級瑪利歐兄弟電影版》在美國和加拿大與《AIR》一起上映，外界最初預計本片在為期五天的首映週末從4025家影院獲得約1.25億美元的票房；國際票房收入預估約1億美元。本片在第一天賺了3170萬美元，第二天賺了2650萬美元之後，五天的預估值提高至1.41億美元。在電影週五票房達5500萬美元後，預測再次調整為1.91億美元。《超級瑪利歐兄弟電影版》在傳統的三天週末首映票房達到1.464億美元，五天票房達到2.046億美元，超過了《音速小子2》（2022年）的7210萬美元，也超過了後者在美國和加拿大的總票房（1.909億美元），成為電子遊戲改編電影中票房最高的首映週末成績，超乎預期。這也是史上第三高的復活節週末開盤，僅次於《玩命關頭7》（2015年）和《蝙蝠俠對超人：正義曙光》（2016年）。電影在其他地區表現同樣出色，全球首映週末收入1.73億美元，收入3.772億美元，打破《冰雪奇緣2》（2019年）的紀錄。台灣地區票房約為新台幣294,712,476元(計算至2023年7月23日)。
| 上一届： 《龍與地下城：盜賊榮耀》   | 2023年美國週末票房冠軍 第14-17週 | 下一届： 《星際異攻隊3》 |
| 上一届： 《殺神John Wick 4》        | 2023年香港一週票房冠軍 第14-17週 | 下一届： 《銀河守護隊3》 |
| 上一届： 《殺神John Wick 4》        | 2023年香港週末票房冠軍 第15-18週 | 下一届： 《銀河守護隊3》 |
| 上一届： 《捍衛任務4》              | 2023年台北週末票房冠軍 第15-18週 | 下一届： 《星際異攻隊3》 |
| 上一届： 《捍衛任務4》              | 2023年韓國週末票房冠軍 第17週    | 下一届： 《星際異攻隊3》 |
| 上一届： 《名偵探柯南：黑鐵的魚影》 | 2023年日本週末票房冠軍 第17-19週 | 下一届： 《玩命關頭X》   |
| 上一届： 《玩命關頭X》              | 2023年日本週末票房冠軍 第21-22週 | 下一届： 《小美人魚》    |

### 評價
影評人給予《超級瑪利歐兄弟電影版》的評價整體而言褒貶不一。爛番茄根據285條評論，本片獲得59%的新鮮度，平均得分5.8／10，觀眾投票獲得94%的分數，平均得分為4.6／5。在Metacritic上，電影獲得46分（根據53篇影評），表示「褒貶不一或評價中庸」。據美國CinemaScore所進行的調查，觀眾的平均評價於A+至F間落於「A」。
電影的視覺效果和對遊戲的忠實還原在影評界以肯定居多，但劇情和配音受到批評。Collider網站的羅斯·博奈姆（Ross Bonaime）給出好評：「顯而易見，《超級瑪利歐兄弟電影版》各方面來說都是任天堂品牌的長篇廣告，但傑勒尼克、霍瓦夫和福格爾已經獲得了（蘑菇）王國的鑰匙，且可以全力投入任何粉絲希望在這樣的電影中看到的東西，讓原本的廣告感宛如愛意之舉。《超級瑪利歐兄弟電影版》在很多方面讓人想起《无敌破坏王》且在銀幕上看到這些角色所帶來的歡樂。」《旧金山纪事报》的扎基·哈山（Zaki Hasan）喜愛本片的視覺效果，但也認為對遊戲的強烈還原和大量引用使電影劇情不足，加上過於努力避免1993年電影的失敗，而稱其為「一部打著安全牌的品牌之作」。IGN的湯姆·喬根森（Tom Jorgensen）的評價以正面為主；他讚賞電影的活力、嵌入的流行歌曲、彩蛋的運用以及「極為高竿」的視覺效果，但詬病部分角色的劇情線不完整，也輕微批評了克里斯·普瑞特和查理·戴在配音時使用紐約口音的嘗試，美國家鄉的人可能也不會認可。喬根森反而認為傑克·布萊克詮釋庫巴的表現「出類拔萃」且與角色相得益彰。
Nerdist的凱爾·安德森（Kyle Anderson）稱讚電影對遊戲的忠實還原，稱「照明可謂製作瑪利歐電影的完美選擇」，但認為「那些期待接近《樂高玩電影》水準的人來說可能會有點失落」，鑑於影片放映時間短，片中除了主線外的情節都較為不足。《西雅图时报》的索倫·安德森（Soren Andersen）在影評中稱，雖然本片以營造一種置身於電子遊戲中的感覺成功地吸引了瑪利歐粉絲群，但他發現這些角色個性不立體，並批評了他們的配音演出；他寫道：「每個人都在用自己的聲線、音色演戲並發飆，不代表富有層次。」自詡為終生粉絲、RogerEbert.com的布萊恩·塔列里科（Brian Tallerico）也認為配音表現「整體平庸」，且電影「絲毫沒有反映出該系列的創造力」。《洛杉磯時報》的凱蒂·沃爾什（Katie Walsh）稱讚本片的幽默和「令人跌破眼鏡」的動畫；雖然她肯定布萊克對庫巴的詮釋，但認為普瑞特和戴在瑪利歐及路易吉的配音表現「太平淡無奇了，換成任何人來都行。」
《紐約時報》的卡勒姆·馬許（Calum Marsh）批評普瑞特的表演「刺耳」、「做作」，同時稱整部《超級瑪利歐兄弟電影版》「乏味、愚蠢且迎合大眾」。Mashable的克里斯蒂·普奇科（Kristy Puchko）稱讚了粉絲服務和音樂，但對角色持批評態度，並指出普瑞特的口音四不像，「普瑞特的任何聲音既不是布魯克林，也不立體、一致或激動人心」。Screen Rant網站的莫莉·弗里曼（Molly Freeman）讚揚《超級瑪利歐兄弟電影版》是獻給影迷的「情書」，但缺乏額外意涵；她將大部分配音描述為「有趣」，特別是布萊克的庫巴，而普瑞特的表現「沒有糟糕到讓人分心，但也不夠厲害、毫無意思」，這也是她對整部電影的比喻。/Film的喬什·斯皮格爾（Josh Spiegel）認為片中對碧姬公主不需要拯救的刻畫「無疑是一件好事」，但也批評電影「敘事極其直白」、人物的層次單薄，而普瑞特對瑪利歐的詮釋可謂「平淡無奇的英雄樣」。

### 相關事件
2023年5月3日，位於日本仙台的電影院「TOHO CINEMAS」收獲觀眾投訴，本應播放《超級瑪利歐兄弟電影版》的場次，電影院卻誤放成《聖鬥士星矢》，此事造成現場的孩童觀眾受誤放電影的暴力畫面驚嚇大哭，以至於該場次的電影最終臨時中斷。電影院工作人員解釋原因是作業疏失，但因為器材問題也不能重新放映《超級瑪利歐兄弟電影版》，僅能用退票賠償觀眾的損失，相關措施引起觀眾批評，指謫電影院處理措施欠缺誠意。

## 未來

### 續集
2021年5月，任天堂社長古川俊太郎表示，如果《超級瑪利歐兄弟電影版》取得成功，任天堂有興趣將自家旗下其他的作品也改編成動畫電影。在電影上映前的《綜藝》封面故事中，製片人克里斯·梅勒丹德利談到關於續集以及其他任天堂作品的改編作：「我們現在的重點完全是將電影帶給觀眾，此時此刻，我們不准備談論未來會發生什麼。」本片的片尾字幕場景以耀西暗示了續集。傑克·布萊克期望佩德羅·帕斯卡（先前曾在《週六夜現場》小品中扮演真人瑪利歐）能在續集中聲演可能擔任大反派的瓦利歐。
2023年4月21日，在電影取得票房成功後，任天堂證實將推出更多旗下作品的改編電影，但未直接證實《超級瑪利歐兄弟電影版》續集的推出。
2024年3月10日，在「瑪利歐之日」發布會上，梅勒丹德利和宮本茂正式確認正在製作另一部《超級瑪利歐兄弟電影版》電影，亞倫·霍爾維斯和麥可·傑勒尼克將回歸執導，馬修·福格爾（Matthew Fogel）也將回歸編劇。

### 衍生作
2022年2月，查理·戴表示有興趣在《路易吉洋樓》的改編電影中重新聲演路易吉，之後在同年3月重申了這點。
2023年4月，塞斯·羅根公開表示有興趣在未來衍生作中回歸聲演咚奇剛，例如《超級咚奇剛》的改編電影。